# Algeciras CF
Algeciras CF – hiszpański klub piłkarski z miasta Algeciras w Andaluzji. W sezonie 2022/2023 występuje w rozgrywkach Primera Federación. Został założony w 1912 roku.

## Stadion i władze klubu
Nazwa stadionu: Estadio Nueva Mirador
Pojemność stadionu: 7200
Główny trener: Iván Ania
Asystent trenera: César Negredo
Trener bramkarzy: Fabián Fernández
Trener przygotowania fizycznego: Pablo Gutiérrez

## Skład na sezon 2022/23
Stan na 14 grudnia 2022
| Nr | Poz. | Piłkarz                                      |
| -- | ---- | -------------------------------------------- |
| 1  | BR   | Pol Tristán                                  |
| 2  | OB   | Alejandro Benítez                            |
| 3  | OB   | Admonio Vicente                              |
| 4  | PO   | Borja Fernández                              |
| 5  | OB   | Nico Van Rijn                                |
| 6  | OB   | Isaac Amoah (wypożyczony z Realu Valladolid) |
| 7  | NA   | Ferni                                        |
| 8  | PO   | Iván Turrillo (kapitan)                      |
| 9  | NA   | Roni                                         |
| 10 | NA   | Álvaro Romero                                |
| 11 | OB   | Tomás Sánchez                                |
| 13 | BR   | Juan Flere                                   |

| Nr | Poz. | Piłkarz            |
| -- | ---- | ------------------ |
| 14 | NA   | César García       |
| 15 | PO   | Unai Veiga         |
| 16 | NA   | Iñaki Elejalde     |
| 17 | NA   | Ousama Siddiki     |
| 18 | NA   | David Martín       |
| 19 | NA   | Mohamed Mizzian    |
| 20 | PO   | Juan Serrano       |
| 21 | OB   | Jordi Figueras     |
| 22 | OB   | Carlos Albarrán    |
| 23 | PO   | Pepe Mena          |
| 27 | NA   | Francisco Gallardo |